# Orocharis latifrons
Orocharis latifrons är en insektsart som beskrevs av Rehn, J.A.G. 1909. Orocharis latifrons ingår i släktet Orocharis och familjen syrsor. Inga underarter finns listade i Catalogue of Life.